# نانستاد
نانستاد (بالنرويجية: Nannestad)‏ هي بلدية في مقاطعة آكرشوس بالنرويج وتعد جزءاً من منطقة رومريكه التاريخية. المركز الإداري للبلدية هو قرية تايغبيين. تأسست البلدية سنة 1838.

## التسمية
سميت البلدية نسبة إلى مزرعة نانستاد القديمة لأن أول كنيسة بنيت هناك. الجزء الأول من الاسم مشتق من كلمة ناني وهو اسم نوردي قديم كان يطلق على الذكور، أما الجزء الأخير فمشتق من كلمة ستاذير وتعنى المزرعة.

## شعار النبالة
شعار النبالة اعتمد سنة 1990. ويصور ثلاثة أزهار من نوع توسيلاغو بلون أصفر مع خلفية خضراء. هذه الزهرة منتشرة بكثرة في المنطقة.

## الجغرافيا
تقع نانستاد شمال غربي مقاطعة آكرشوس ويتركز أغلب السكان في منطقة روميركسسليتا. تضم البلدية كل من قرى مورا، هولتر وتايغبيين التي أصبحت مقراً إدارياً للبلدية.

## المجموعات العرقية
عدد الأقليات (الجيل الأول والثاني) في بلدية نانستاد (2015):
| الموطن الأصلي | العدد |
| ------------- | ----- |
| بولندا        | 436   |
| ليتوانيا      | 182   |
| السويد        | 133   |
| الفلبين       | 128   |
| باكستان       | 118   |
| تايلاند       | 97    |
| ألمانيا       | 61    |
| سريلانكا      | 51    |

## الروابط الخارجية
- معلومات حول البلدية في موقع الإحصاءات النرويجي.
- الموقع الرسمي للبلدية.